# Zweiburgenblick im Werratal
Die Briefmarke Zweiburgenblick im Werratal wurde am 3. Februar 2011 vom Bundesfinanzministerium herausgegeben. Sie stellt den Zweiburgenblick bei Wendershausen in Anlehnung an historisierendes Gemälde von Ernst Metz dar. Das Gemälde hat den Titel „Auf der alten Poststraße Mühlhausen-Cassel am Ludwigstein AD 1796“.

## Geographische Lage des Zweiburgenblicks

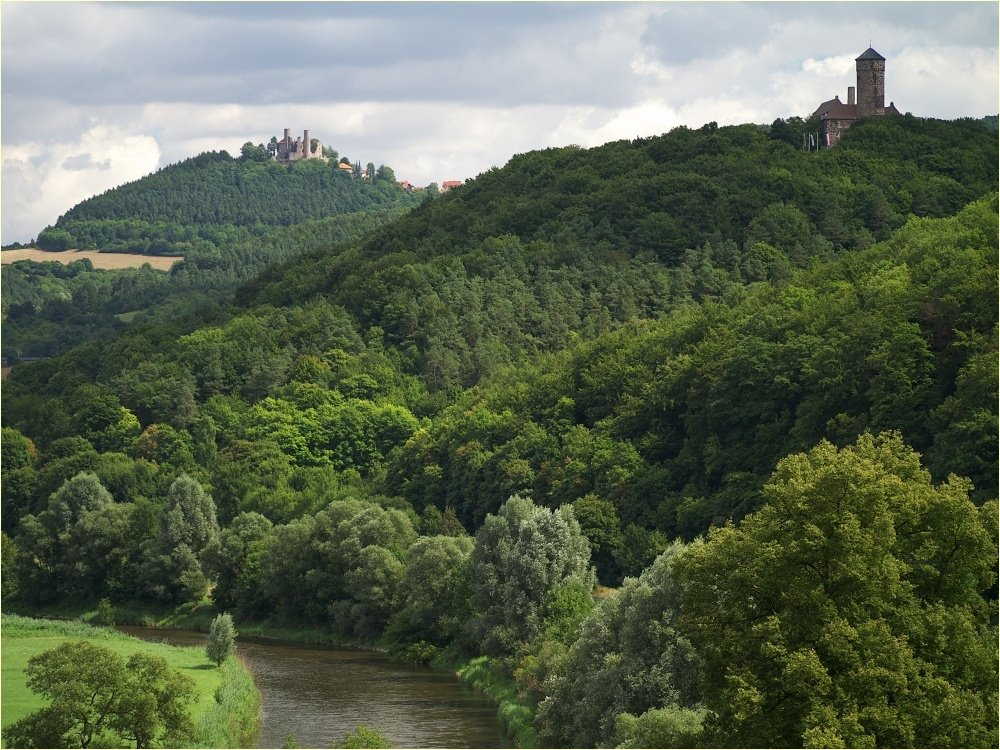
Zweiburgenblick mit Burg Hanstein hinten und Burg Ludwigstein im Vordergrund

Von dem Standort im Werratal bei Wendershausen können zwei Burgen gesehen werden. Von dort ist linker Hand die Burg Hanstein der Hansteiner Raubritter und rechter Hand davor die Burg Ludwigstein zu erkennen. Letztere wurde von den Thüringer Landgrafen zur Eindämmung der Raubritter gebaut.

## Vorgeschichte der Briefmarke
Die Herausgabe der Briefmarke Zweiburgenblick im Werratal wurde von Landrat Stefan G. Reuß angeregt, der deshalb sowohl den Bundesfinanzminister Peer Steinbrück als auch dessen Nachfolger im Amt Wolfgang Schäuble angeschrieben hat.

## Rezension der Motivwahl
Der Zweiburgenblick im Werratal ist ein beliebtes Ausflugsziel für Wanderer sowie ein attraktives Motiv bei Malern und Fotografen. Zu beiden Seiten der Werra erheben sich die Burg Ludwigstein in Hessen und die Burgruine Hanstein in Thüringen. Die Burgen prägen das Werratal und erzeugen beim Betrachten einen malerischen Eindruck von der Unberührtheit der Natur. Der heute als Jugendburg genutzte Ludwigstein und die Burgruine Hanstein sind beliebte Ausflugsziele in der Urlaubsregion Werratal und haben für Besucher ganzjährig geöffnet.
Aber das Werratal und insbesondere der Zweiburgenblick war über Jahrzehnte auch ein mahnendes Symbol der Deutschen Teilung. Mitten im Werratal verlief die unüberwindbare Grenze zwischen Bundesrepublik Deutschland und DDR. Heute ist der Blick von Hessen nach Thüringen zu einem Symbol für die Überwindung der Teilung und das Zusammenwachsen Deutschlands geworden. Die Geschichte der ehemaligen Grenze zwischen dem Werra-Meißner-Kreis und dem Landkreis Eichsfeld ist inzwischen aufwendig dokumentiert. So werden die Stationen der deutsch-deutschen Geschichte von 1945 bis 1990 anhand von Fakten und Dokumenten sowie Zeitzeugen und deren Geschichten vermittelt und ein lebendiges Bild vom Grenzalltag der Menschen in der Region gezeichnet.
Philatelisten und Wanderfreunde sind von der Motivwahl der Briefmarke insofern überrascht, da es 1977 (siehe Briefmarken-Jahrgang 1977 (Bund) und 1977 (Berlin)) bereits eine Darstellung der Burg Ludwigstein auf einer 30-Pfennig-Marke gab und weil es darüber hinaus auch einen Dreiburgenblick im Werratal mit Burg Arnstein, Burg Ludwigstein und dahinter in der Ferne Burg Hanstein gibt.

## Einzelnachweise

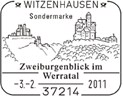
Sonderstempel